# Bergenija
Bergenija (lat. Bergenia), biljni rod zimzelenih trajnica iz porodice kamenikovki (Saxifragaceae). Latinski naziv roda dan je u čast njemačkog botaničara Karla Augusta von Bergena.
Pripada mu deset vrsta. U Hrvatskoj raste B. crassifolia, biljka porijeklom iz Sibira. kod nas se uzgaja kao ukrasna biljka po parkovima i okućnicama, dok se od listova radi čaj.

## Vrste
1. Bergenia ciliata (Haw.) Sternb.
2. Bergenia crassifolia (L.) Fritsch
3. Bergenia emeiensis C.Y.Wu ex J.T.Pan
4. Bergenia hissarica Boriss.
5. Bergenia pacumbis (Buch.-Ham. ex D.Don) C.Y.Wu & J.T.Pan
6. Bergenia purpurascens (Hook.f. & Thomson) Engl.
7. Bergenia scopulosa T.P.Wang
8. Bergenia stracheyi (Hook.f. & Thomson) Engl.
9. Bergenia tianquanensis J.T.Pan
10. Bergenia ugamica V.N.Pavlov